# Diocèse de Piazza Armerina
Le diocèse de Piazza Armerina (en latin : Diœcesis Platiensis ; en italien : Diocesi di Piazza Armerina) est un diocèse de l'Église catholique en Italie, suffragant de l'archidiocèse d'Agrigente et appartenant à la région ecclésiastique de Sicile.

## Territoire

région ecclésiastique de Sicile avec le diocèse de Piazza Armerina en rouge

Le diocèse est situé dans une partie du libre consortium municipal de Caltanissetta (l'autre partie de ce consortium étant dans le diocèse de Caltanissetta) et dans la partie sud du libre consortium municipal d'Enna dont la partie nord est dans le diocèse de Nicosia. Son territoire couvre 2 003 km2 divisé en 75 paroisses, ce qui en fait le deuxième diocèse sicilien le plus étendu. La ville de Gela avec ses 78 000 habitants représente à elle seule plus d'un tiers de l'ensemble de la population diocésaine avec 14 paroisses.
L'évêché est à Piazza Armerina avec la cathédrale de Maria Santissima delle Vittorie élevée au rang de basilique mineure en 1962 ; une autre basilique se trouve à Mazzarino.

## Histoire
La naissance du diocèse fait partie d'un plan d'expansion de diocèses siciliens décidé par le parlement de Sicile et présenté le 5 avril 1778 au roi Ferdinand III. Le projet de fondation est interrompu par la Révolution française et reprit par le parlement sicilien le 24 mars 1802, à cette deuxième occasion, les citoyens de Piazza Armerina présentent officiellement au roi une demande pour avoir leur propre diocèse (1805), demande rapidement transmise au Saint-Siège. En janvier 1807, le pape Pie VII charge Mgr Mormile, archevêque de Palerme, d'examiner le projet de fondation du diocèse. L'annonce de l'érection du nouveau siège épiscopal provoque l'opposition des autorités du diocèse de Catane dont le futur diocèse devait prendre une partie du territoire, et de la ville d'Enna qui veut avoir le siège épiscopal dans sa ville. Mais Piazza Armerina n'attend pas, et avant même la fondation du diocèse, le sénat et les nobles de la ville préparent la dotation annuel de l'évêque et votent pour la vente de bâtiments pour la création du séminaire et du palais épiscopal (1808).
Le diocèse est érigé le 3 juillet 1817 par la bulle pontificale Pervetustam locorum du pape Pie VII et devient suffragant de l'archidiocèse de Monreale. Piazza Armerina acquiert sa structure territoriale actuelle le 20 mai 1844 à la suite de la réorganisation territoriale des diocèses siciliens, il cède quelques communes au diocèse de Nicosia et au diocèse de Caltagirone et reçoit des municipalités du diocèse de Syracuse qui est élevé au rang d'archidiocèse métropolitain dont Piazza Armerina devient suffragant.
Le 1er évêque nommé est Girolamo Aprile Benso, originaire de Caltagirone, responsable de l'organisation du diocèse et de la fondation de ses structures principales. Parmi ses successeurs, Cesare Agostino Sajeva fonde le séminaire dans l'ancien couvent des dominicains (1859) et Saverio Gerbino, tient le premier synode diocésain en 1878 et donne une impulsion culturelle, disciplinaire et spirituelle au séminaire. Mgr Mario Sturzo est le frère de Luigi Sturzo, fondateur du parti populaire italien.
Le 2 décembre 2000, par la bulle Ad maiori consulendum du pape Jean-Paul II, le diocèse de Piazza Armerina est intégré dans la nouvelle province ecclésiastique de l'archidiocèse d'Agrigente.

## Évêques
- Girolamo Aprile Benso (1818-1836)
- Pietro Naselli, C.O (1838-1840)
  - siège vacant (1840-1844)
- Pier Francesco Brunaccini O.S.B (1844-1845) nommé archevêque de Monreale
- Cesare Agostino Sajeva (1846-1867)
  - siège vacant (1867-1872)
- Saverio Gerbino (1872-1887 nommé évêque de Caltagirone
- Mariano Palermo (1887-1903)
- Mario Sturzo (1903-1941)
- Antonino Catarella (1942-1970)
- Sebastiano Rosso (1970-1986)
- Vincenzo Cirrincione (1986-2002)
- Michele Pennisi (2002-2013) nommé archevêque de Monreale
- Rosario Gisana (2014-

## Sources
- (it) Cet article est partiellement ou en totalité issu de l’article de Wikipédia en italien intitulé « Diocesi di Piazza Armerina » (voir la liste des auteurs).